# Far Infrared Interferometric Telescope
Das Far Infrared Interferometric Telescope (FITE) ist ein interferometrisches Spiegelteleskop für astronomische Beobachtungen im fernen infrarotem Spektralbereich. Um die Absorption der Atmosphäre in diesem Spektralbereich zu überwinden, wird das Teleskop durch einen Ballon in über 30 km Höhe getragen. Zur Erhöhung der Auflösung besteht es aus zwei 20 m entfernten Spiegeln mit einer Apertur von jeweils 412 mm, deren Licht interferometrisch kombiniert wird. Damit werden Winkelauflösungen bis zu einer Bogensekunde bei 100 µm Wellenlänge erreicht. 
Das Projekt ist eine Zusammenarbeit der Universität Nagoya, der Universität Osaka, beide Japan, und der Japan Aerospace Exploration Agency. Der ursprünglich für 2008 in Brasilien geplante Start wurde mehrfach verschoben und sollte 2018 erfolgen.
Die Erfahrung mit FITE soll nach im Jahr 2022 publizierten Plänen in das japanisch-US-amerikanisches Ballon-getragenes Infrarotinterferometer „JUStIInE“ einfließen.